# Лобазнюк Катерина Володимирівна
Катерина Володимирівна Лобазнюк (рос. Екатери́на Влади́мировна Лобазню́к, нар. 10 червня 1983, Фергана, Узбецька РСР) — російська гімнастка, дворазова срібна призерка (2000 рік) та бронзова призерка (2000 рік) Олімпійських ігор, призерка чемпіонату світу, чемпіонка Європи.

## Біографія
Катерина Лобазнюк народилася у місті Фергана (Узбецька РСР) у сім'ї тренера зі спортивної гімнастики. У віці шести років мама привела її на секцію спортивної гімнастики. На початку 90-х років, після розпаду СРСР, політична ситуація у регіоні значно погіршилася. Сім'я спортсменки спробувала приєднатися до цирку, але невдало. У 1994 році їм вдалося переїхати до бабусі у місто Рубцовськ, яке знаходиться у Західному Сибіру. Там вона познайомилася зі своїм майбутнім тренером Валерієм Діановим.
Спортсменка дебютувала за юніорську збірну Росії у 1996 році. Вона зуміла вибороти чемпіонство в багатоборстві та вільних вправах на юініорському чемпіонаті Росії. Наступного року, на юніорському Кубку Росії вона виграла чотири золоті та одну срібну нагороду. У 1998 році спортсменка зламала руку, через що була змушена пропустити основні юніорські змагання.
З 1999 року спортсменка почала залучатися до виступів за основну національну збірну Росії. На чемпіонаті світу у командних змаганнях вона набрала найбільше балів у своїй команді, що допомогло збірній Росії стати срібними призерами змагань. Найкращі виступ спортсменка продемонструвала у 2000 році на Олімпійських іграх. Там у багатоборстві вона зупинилася за крок від медалі, а у командній першості стала срібним призером. Окрім цього у фіналах на окремих видах Лобазнюк виграла срібло у вправах на колоді та бронзу в опорному стрибку.
У 2001 році, під час виступів на Кубку Росії, спортсменка невдало приземлилася, виконуючи опорний стрибок. Вона пошкодила зв'язки коліна, та потребувала оперативного втручання. Операція була проведена у Москві, але вона була проведена невдало. Повторну операцію та реабілітацію спортсменка проходила у Йоганнесбурзі. До тренувань Лобазнюк повернулася у січні 2002 року. Але повернути спортивну форму та виграти конкуренцію у збірній їй не вдалося, після чого вона вирішила завершити кар'єру.

## Виступи на Олімпіадах
| Олімпіада   | Дисципліна         | Місце |
| ----------- | ------------------ | ----- |
| Сідней 2000 | абсолютна першість | 4     |
| Сідней 2000 | командна першість  | 2     |
| Сідней 2000 | опорний стрибок    | 3     |
| Сідней 2000 | колода             | 2     |